# Wabasso (Minnesota)
Wabasso ist eine Kleinstadt (mit dem Status „City“) im Redwood County im US-amerikanischen Bundesstaat Minnesota. Das U.S. Census Bureau hat bei der Volkszählung 2020 eine Einwohnerzahl von 739 ermittelt.

## Geografie
Wabasso liegt im Südwesten Minnesotas auf 44°24′06″ nördlicher Breite und 95°15′14″ westlicher Länge. Die Stadt erstreckt sich über eine Fläche von 2,23 km². 
Benachbarte Orte von Wabasso sind Redwood Falls (26,3 km nordöstlich), Clements (19,5 km östlich), Wanda (13,5 km südsüdöstlich), Lucan (13,9 km westlich) und Seaforth (13,8 km nordwestlich).
Die nächstgelegenen größeren Städte sind Minneapolis (203 km ostnordöstlich), Minnesotas Hauptstadt Saint Paul (215 km in der gleichen Richtung), Rochester (247 km ostsüdöstlich), Iowas Hauptstadt Des Moines (440 km südöstlich), Omaha in Nebraska (417 km südlich), Sioux Falls in South Dakota (189 km südwestlich) und Fargo in North Dakota (352 km nordnordwestlich).

## Verkehr
Die Minnesota State Route 68 verläuft in West-Ost-Richtung durch den Süden von Wabasso. Alle weiteren Straßen sind untergeordnete Landstraßen, teils unbefestigte Fahrwege oder innerörtliche Verbindungsstraßen.
Der Redwood Falls Municipal Airport befindet sich 30 km nordöstlich von Wabasso. Der nächste Großflughafen ist der Minneapolis-Saint Paul International Airport (201 km ostnordöstlich).

## Demografische Daten
Nach der Volkszählung im Jahr 2010 lebten in Wabasso 696 Menschen in 282 Haushalten. Die Bevölkerungsdichte betrug 312,1 Einwohner pro Quadratkilometer. In den 282 Haushalten lebten statistisch je 2,32 Personen. 
Ethnisch betrachtet setzte sich die Bevölkerung zusammen aus 97,4 Prozent Weißen, 0,7 Prozent Afroamerikanern, 0,3 Prozent amerikanischen Ureinwohnern, 0,4 Prozent Asiaten sowie 0,4 Prozent aus anderen ethnischen Gruppen; 0,7 Prozent stammten von zwei oder mehr Ethnien ab. Unabhängig von der ethnischen Zugehörigkeit waren 3,0 Prozent der Bevölkerung spanischer oder lateinamerikanischer Abstammung. 
23,3 Prozent der Bevölkerung waren unter 18 Jahre alt, 53,6 Prozent waren zwischen 18 und 64 und 23,1 Prozent waren 65 Jahre oder älter. 51,7 Prozent der Bevölkerung war weiblich.

Das mittlere jährliche Einkommen eines Haushalts lag bei 46.339 USD. Das Pro-Kopf-Einkommen betrug 25.264 USD. 4,3 Prozent der Einwohner lebten unterhalb der Armutsgrenze.